# 果宝特攻之水果大逃亡
果宝特攻之水果大逃亡（英语：Fruity Robo: The Great Escape）是2016年在中国大陆上映的一部动画电影，由蓝弧文化热播动画《果宝特攻》改编。该片是光线传媒旗下彩条屋影业的首部院线电影作品，也是《果宝特攻》系列导演王巍的电影处女作。影片主打“中国第一部歌舞动画电影”“搞笑和暖心齐聚的合家欢作品”，改档后于2016年1月23日上映。影片票房共计833.39万元人民币，表现平平，大幅低于此前主创和市场预期。

## 制作
《水果大逃亡》由《果宝特攻》原作出品方蓝弧文化制作，仍由蓝弧创始人王巍担任导演。电影在主要任务造型与人设上基本保持了与原作的一致，但在画面风格、主线剧情方面相较原作发生了巨大的转变。

### 画面
蓝弧文化在中国机甲动画领域具有重要的影响力，机甲战斗场面一项是蓝弧的强项，在动画渲染、物理引擎等领域拥有多项核心专利，多年的动画制作也为之积累下了丰富的人才和经验。但在该片中，蓝弧意外地“画风骤转”，不仅在建模、材质上一改以往风格，而且仅仅在剧情高潮时安排了短暂的机战场景。此举也被解读为蓝弧试图向全家欢、子供向动画电影转型。

### 音乐
《水果大逃亡》主打“国产首部歌舞动画电影”，在编排上延续《果宝特攻》第二部、第三部的风格，安排了大量歌舞场景，并以此推动剧情发展，增强剧中人物情绪的感染力。全片配乐数量极多、风格多变，在钢琴曲中到达全片的高潮，给观影者留下了深刻的印象。但也有评论认为，歌舞配乐存在感太强影响了剧情的推进和其他元素的表现力。

## 反响

### 上映
《果宝特攻之水果大逃亡》原定于2016年1月16日上映，后改为1月23日。光线传媒总裁王长田表示，改档是因为有家长反馈16日孩子们还没放假。

### 评价
中国大陆电影吐槽栏目《暴走看啥片儿》认为该片有浓厚的黑暗现实主义风格，有蒂姆·伯顿的哥特遗风，“非常吊诡，让人大开眼界”，虽然不适合作为全家欢电影，但却是一部值得推荐的“烂片”。
《果宝特攻》系列动画的粉丝普遍力挺该片，但也不同程度对该片的编排和宣传表示失望。
《西游记之大圣归来》导演田晓鹏认为《水果大逃亡》“很震撼”，做到了很多电影层面他做不到的地方，不仅音乐很棒，而且制作精良，影片的立意和方向更是让他钦佩。
《水果大逃亡》出品人、光线传媒董事长王长田认为该片是国产动画创新之作、良心之作，“绝不低估当今孩子的智力，绝不糊弄孩子和家长”。
人民网引用网友评论，认为该片是厚积薄发的国漫水准之作，“把还在不久前被誉为良心的大圣逼到了及格线”。